# Dom pod kotem z rakietką
Dom pod kotem z rakietką (oryg. fr. La maison du chat-qui-pelote) – opowiadanie Honoriusza Balzaka z cyklu Komedia ludzka, pierwszy raz opublikowane w 1830 pod tytułem Chwała i nieszczęście (fr. Gloire et Malheur).

## Czas powstania
To dłuższe opowiadanie Balzac napisał w październiku 1829 roku w Maffliers. Utwór ukazał się po raz pierwszy w drugim tomie Scen z życia prywatnego wydanych w kwietniu 1830 roku, pod tytułem Gloire et Malheur (Chwała i nieszczęście). Był drukowany we wszystkich następnych wydaniach Scen w 1832, 1835 (w Studiach obyczajowych), w 1839 i w pierwszym wydaniu Komedii ludzkiej w 1842 roku już pod obecnym tytułem.

## Treść
Kupiec bławatny Guillaume ma dwie córki, starszą i brzydką Wirginię oraz młodszą, piękną i pełną idealizmu Augustynę. Guillame postanawia wydać Wirginię za starszego subiekta sklepowego Józefa Lebas, który zakochał się w Augustynie. Wirginia wychodzi za mąż za Józefa, mającego w perspektywie odziedziczyć sklep, a Augustyna poślubia zakochanego w niej malarza o arystokratycznym pochodzeniu, Teodora de Sommervieux. Pierwszy związek, chociaż pozbawiony romantycznych uniesień, okazuje się udany, małżonkowie wspierają się wzajemnie i stają się szanowanymi mieszkańcami swojej dzielnicy. Tymczasem małżeństwo Augustyny przynosi jej rozczarowanie. Po dwu i pół roku miłosnych uniesień de Sommervieux zaczyna dostrzegać, że żona odbiega wrażliwością, wykształceniem i zachowaniem od środowiska, w którym on się obraca. Małżonkowie coraz bardziej oddalają się od siebie, w końcu Sommervieux znajduje sobie kochankę, księżnę de Carigliano. Augustyna próbuje walczyć o miłość męża, jednak bezskutecznie. Ostatecznie umiera ze zgryzoty.

## Osoby występujące w utworze
- Teodor de Sommervieux – młody, błyskotliwy malarz, który powrócił z Włoch. Zakochany w Augustynie maluje jej portret oraz obraz rodziny Guillaume przy posiłku. Po trwającym dwa i pół roku „miesiącu miodowym” powrócił do dawnych nawyków. Został kochankiem księżnej Carigliano. Pojawia się w Urzędnikach i Modeście Mignon[3][4].
- Augustyna Guillame – pani Teodorowa Sommervieux, druga córka Guillaume’a, nieszczęśliwa bohaterka utworu, wdzięczna i pełna szczerości, zawiera małżeństwo z miłości, nie należy jednak do tej samej sfery co jej mąż, nie umie odnaleźć się w jego świecie.
- Józef Lebas – pierwszy subiekt pana Guillaume’a, przeznaczony, by poślubić starszą córkę Wirginię, podczas gdy zakochał się w młodszej Augustynie. Jego żona, dzięki swej mądrości, obudziła w nim jednak miłość do siebie. Przejął sklep po teściu wprowadzając w nim pewne zmiany przynoszące zaszczyt jego zdrowemu rozsądkowi[5]. Pojawia się ponadto w Historii wielkości i upadku Cezara Birotteau, Blaskach i nędzach życia kurtyzany i Kuzynce Bietce[3][4].
- Wirginia Guillaume – pani Józefowa Lebas. Starsza córka Guilaume’a, brzydka, ale cicha i cierpliwa. Zakochana w Józefie, stworzyła z nim szczęśliwe małżeństwo.
- księżna Carigliano – z domu Malin (Deputowany z Arcis), słynna zalotnica, syrena, czarodziejka[6]. Po tym jak uwiodła męża Augustyny, wyjawia jej sekrety małżeńskiego szczęścia. Pojawia się również w Chłopach, Ojcu Goriot, Gabinecie starożytności, Straconych złudzeniach, Jaszczurze[3][4].
- Wiktor d’Aiglement – pułkownik kawalerii, zajmuje miejsce Sommervieux w sercu księżnej Carigliano, co wywołuje wściekłość malarza. Jego historia została opowiedziana w Kobiecie trzydziestoletniej, pojawia się też w Banku Nucingena[3].

## Rola powieści wKomedii ludzkieji cechy utworu
Utwór ten został umieszczony przez Balzaka na początku Komedii ludzkiej, żeby wskazać na niebezpieczeństwo łatwych mezaliansów, których można się dzisiaj obawiać. Przemieszanie warstw społecznych w wyniku obalenia dawnej monarchii, a potem utworzenia Cesarstwa i Restauracji spowodowały, że dawne podziały społeczne straciły na znaczeniu. Potrójny mezalians głównej bohaterki: socjalny, intelektualny i duchowy doprowadza do katastrofy, gdyż nawet głęboka wrażliwość nie jest w stanie zastąpić braków wychowania. Balzac pisze o Augustynie: Mogła ocenić muzykę, rozkoszować się nią, ale zaśpiewać z artyzmem nie umiała. Pojęła literaturę i uroki poezji, ale już było za późno, by mogła nią ozdobić swoją oporną pamięć, przekonała się zbyt późno, że mezalianse duchowe istnieją, tak samo jak obyczajowe i towarzyskie.
Dom pod Kotem z Rakietką jest opowieścią o miłości, która zmierza do tragedii, ale również historią obrazów. Malarz Sommervieux, który szuka „naturalnych obrazów”, sublimuje w ten sposób skromny dom Guillame’ów. Zabija swoją żonę niszcząc jej portret. W centrum balzakowskiej refleksji na temat malarstwa znajduje się fasada domu Pod Kotem z Rakietką, umieszczona przez pisarza na rycinie Komedii ludzkiej. Jej sens jest wieloznaczny, podobnie jak wieloznaczne okazują się słowa „malarz” i „materia”, wskazując na rozdźwięk pomiędzy światem kupców i artystów, na niemożność porozumienia pomiędzy grupami społecznymi o tak odległym systemie wartości.
Opis sklepu pana Guillame’a przedstawia paternalistyczny i rutyniarski charakter handlu w epoce napoleońskiej, równocześnie jednak podkreśla odległość pomiędzy trzeźwym postępowaniem kupców a lekkomyślnym sposobem życia artystów. Augustyna, która opuszcza swoje środowisko ostatecznie umiera ze zgryzoty, podczas gdy jej siostra, która zadowoliła się subiektem, żyje pogodnie w domu Pod Kotem z Rakietką. Tematem tej opowieści, podobnie jak i pozostałych utworów zamieszczonych w tomie Sceny z życia prywatnego, Balzac uczynił szczęśliwe lub nieszczęśliwe życie małżeńskie, broniąc tradycji mieszczańskiej i wierności małżeńskiej.
Świat przedstawiony przez pisarza nie jest jeszcze zbyt rozległy, ogranicza się do dwóch warstw społecznych – mieszczaństwa i „wielkiego świata” złożonego z arystokracji rodowej oraz bogatej burżuazji. Pisarz zna je jednak dobrze, panuje nad nimi i potrafi przeniknąć motywy kierujące postępowaniem swoich bohaterów.
Dom pod kotem z rakietką zawiera, co typowe dla dzieł Balzaka, niezwykle szczegółowe opisy postaci i miejsc (zwłaszcza tytułowego domu), za pomocą których budowana jest atmosfera dzieła, ale również charakteryzowane poszczególne osoby i całe środowiska. Tytułowy obiekt istniał rzeczywiście przy ulicy świętego Dionizego i należał do rodziców matki Balzaka, Sallambierów.

## Odniesienia
MIĘSO WĘDLINY UBIORY TKANINY ze zbioru czterech minipowieści Balzakiana Jacka Dehnela (2008) to uwspółcześniona i dostosowana do realiów współczesnej Polski wersja Domu pod kotem z rakietką.